# Weinbergsbrache

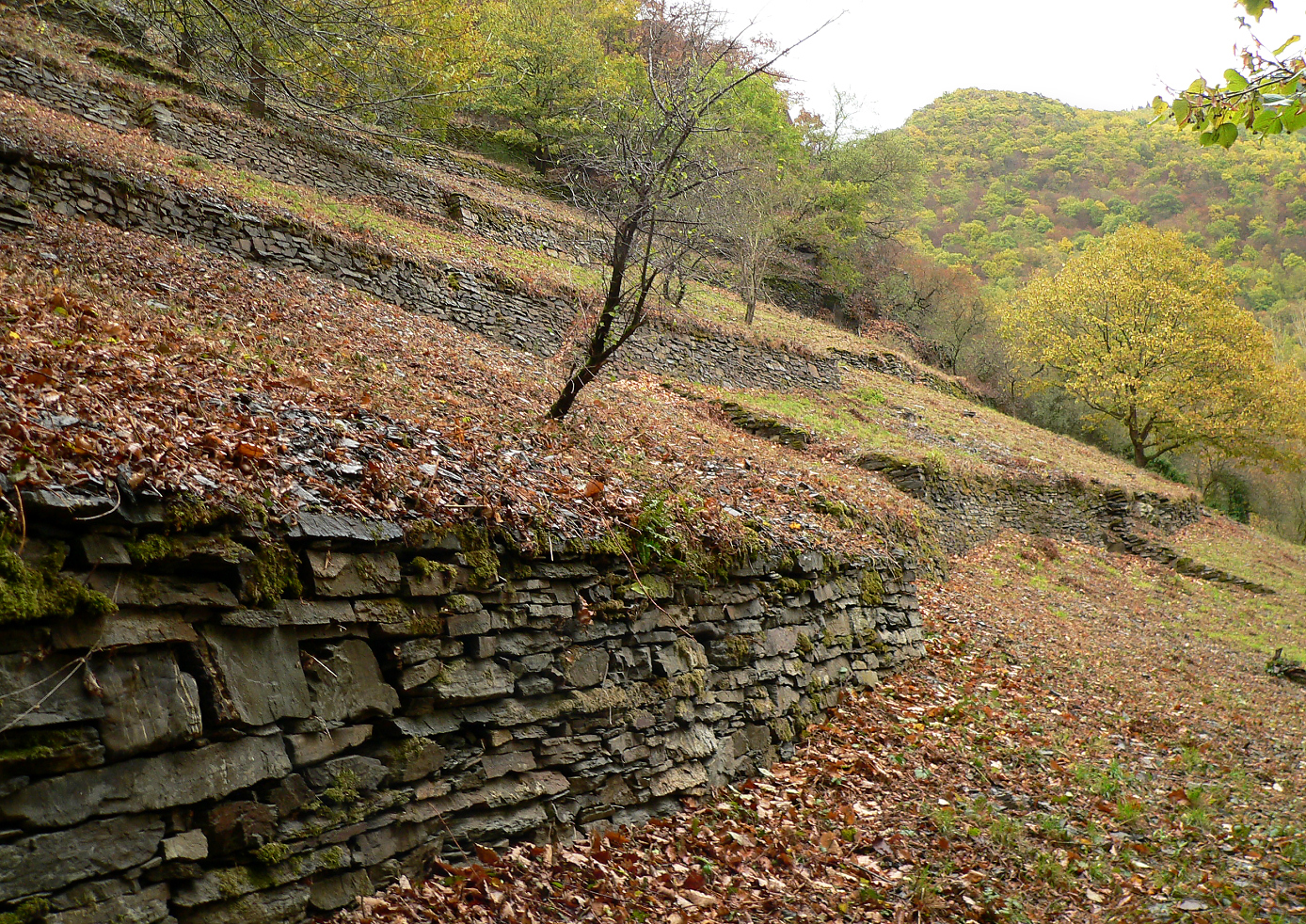
Weinbergsbrache in der Ahrschleife bei Altenahr

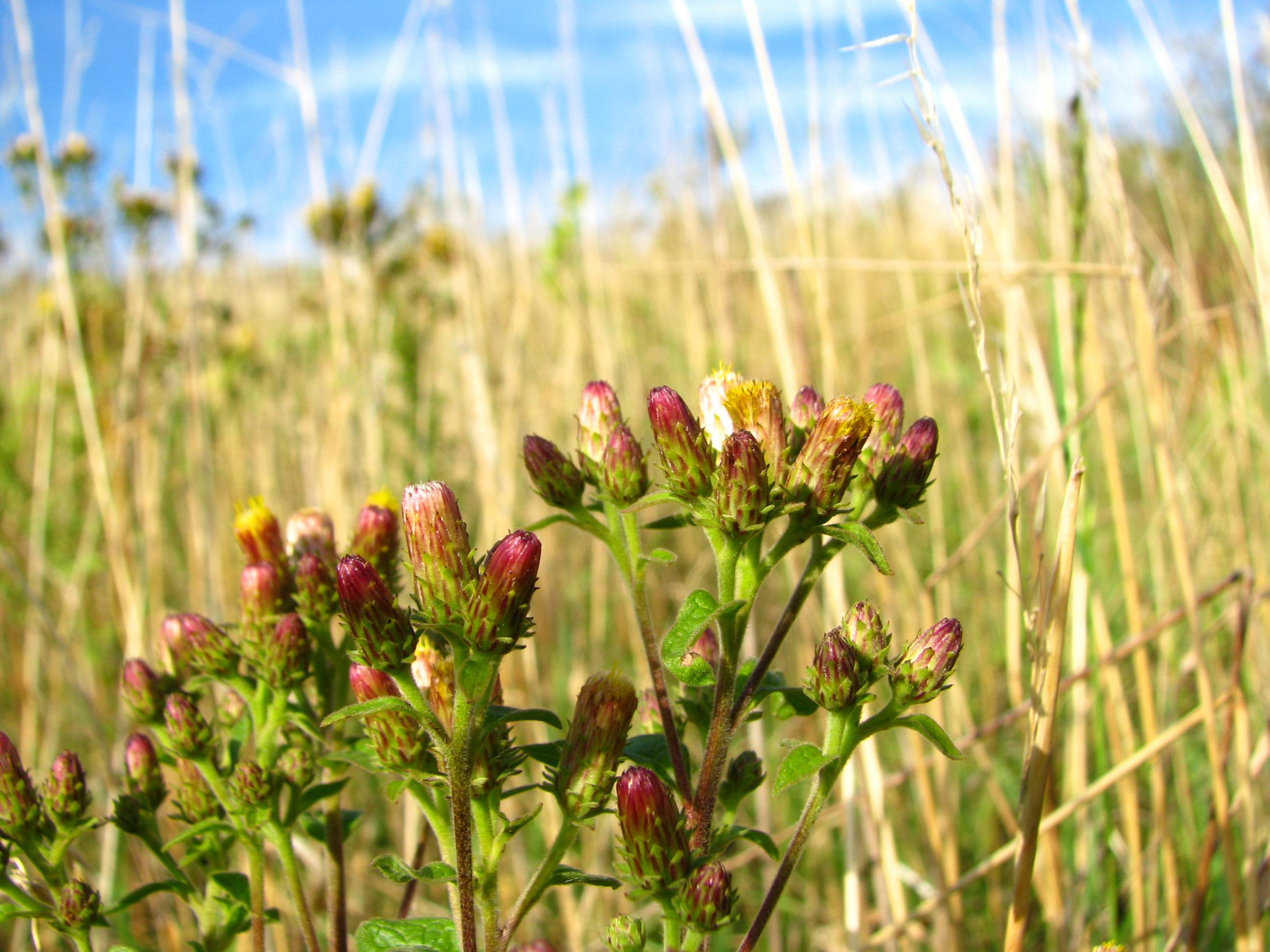
Inulo-Arrhenateretum, eine typische Pflanzengesellschaft mittelalter Weinbergsbrachen.

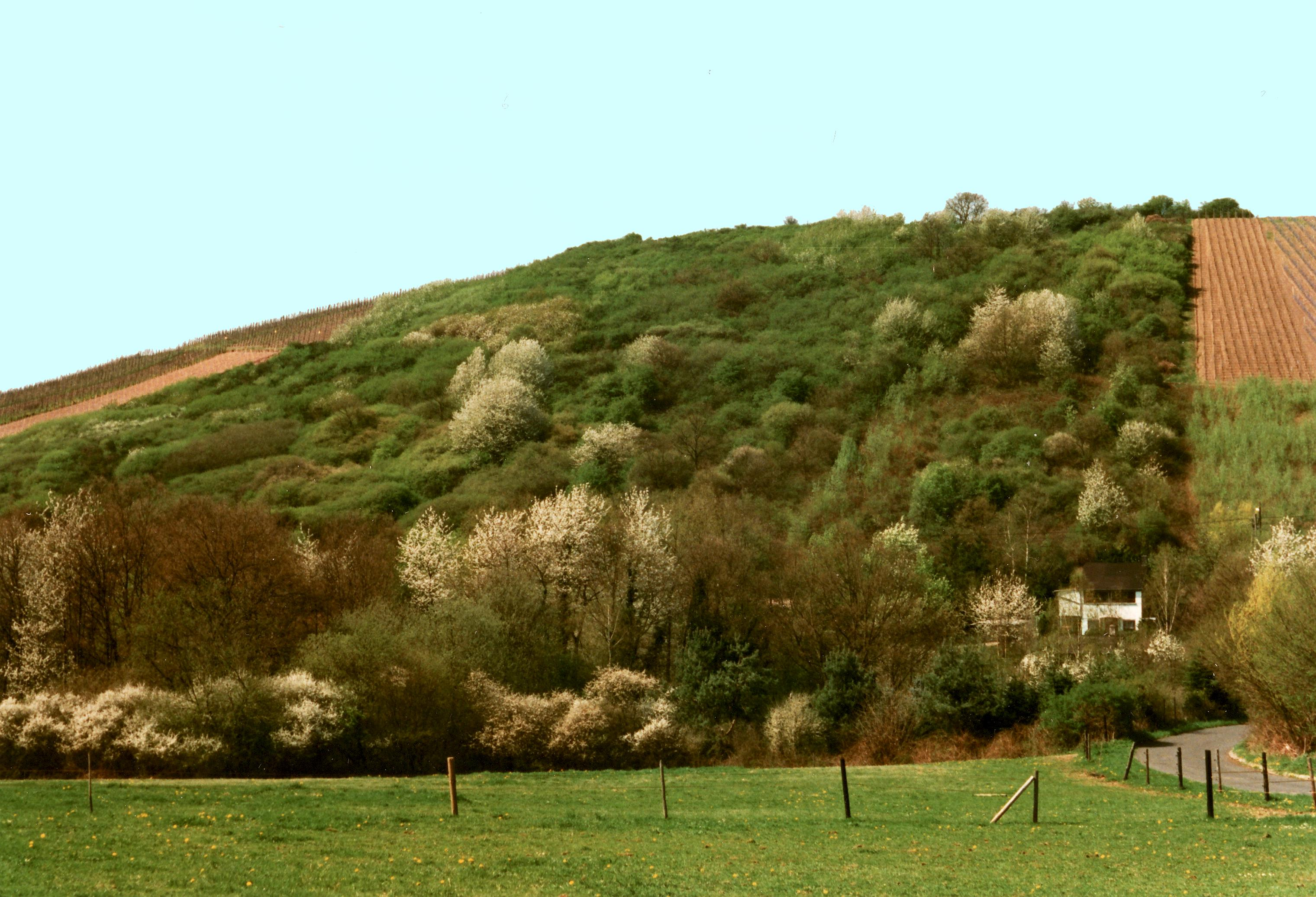
Weinbergsbrache im Gebüsch-Stadium am Olewiger Geisberg bei Trier.

Weinbergsbrache oder Rebbrache wird eine Rebfläche genannt, die zeitweise oder dauerhaft aus der Nutzung herausgenommen wurde.

## Natürlicher Sukzessionsprozess
Auf Weinbergsbrachen beginnt mit der Nutzungsaufgabe die natürliche Vegetationsentwicklung. In Abhängigkeit vom Standort kann diese unterschiedlich ablaufen. Dauerhaft ungenutzte Weinbergsbrachen entwickeln sich in Deutschland letztlich zu Wald. Eine häufige Pioniergesellschaft in Weinbergsbrachen ist die Kompass-Lattich-Flur (Lactucetum serriolae). Sie wird oft von dauerhaften Glatthaferrasen (Inulo-Arrhenateretum) abgelöst. Der Glatthafer wirkt hierbei als Schuttstauer und erschwert durch einen ausgeprägten Streuefilz die Gehölzentwicklung. Diese erfolgt meist vegetativ durch Ausläuferbildung von den Rändern her. Gehölzjungwuchs kann sich allerdings auch im Schutz von abgelagerten Rebschnitthaufen entwickeln.
Weinbergsbrachen können sehr artenreich sein und sind nicht selten die einzigen naturnahen Flächen in intensiv genutzten Weinbergen. In sonnenexponierten Weinbergsbrachen an Steilhängen haben häufig Wärme liebende Arten einen Lebensraum gefunden. Das können Arten sein, die ihren Verbreitungsschwerpunkt im Mittelmeergebiet oder in Süd-Frankreich haben, wie z. B. die Zippammer im mittleren Moseltal.
Der Bewuchs vermindert mit zunehmendem Alter der Weinbergsbrachen auch die Bodenerosion und ermöglicht das Einsetzen einer erneuten Bodenbildung. Außerdem verringert sich im Vergleich zu Rebflächen ohne Bodenbewuchs der oberflächliche Abfluss.

## Brache als Bodengesundungsmaßnahme
Im Gegensatz zu einer dauerhaften Nutzungsaufgabe, die meist aus mangelnder Rentabilität zu kleiner, unwegsamer oder sehr steiler Rebflächen erfolgt, hat eine gezielte Weinbergsbrache durchaus wirtschaftliche Vorteile für den Winzer und erfolgt nur vorübergehend.

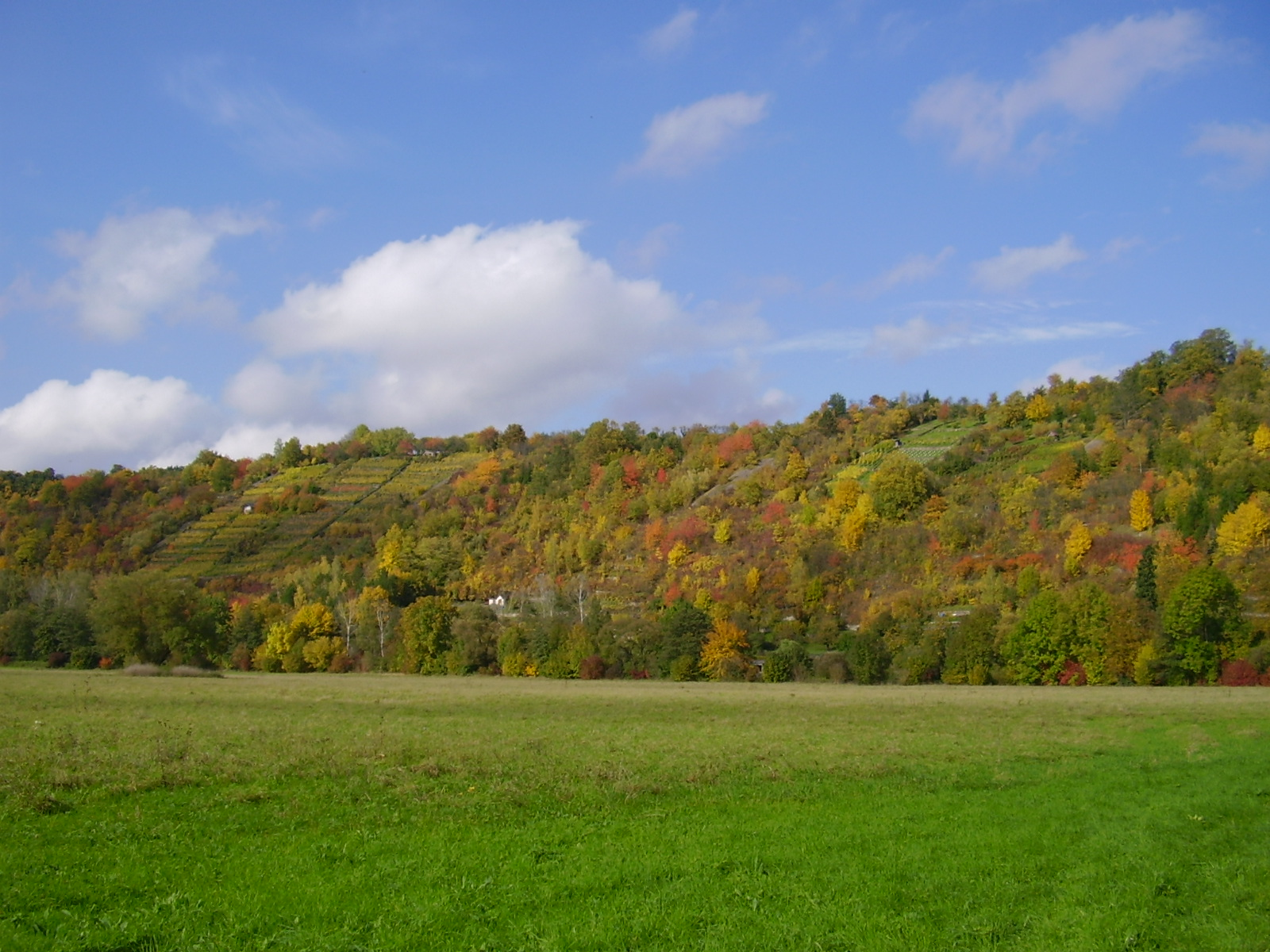
Weinberghang bei Möckmühl im Jagsttal, verbuscht. Neuanlagen von Hobbywinzern

Nach Rodung der Rebstöcke und einer vorgenommenen Lockerung erfolgt nicht sogleich die Wiederbepflanzung, sondern es werden ein oder mehrere Brachejahre dazwischen geschoben. Dies hat den Vorteil, dass sich im Boden befindliche rebenschädigende Nematoden vermindern und sich die durch die langjährige Reben(mono)kultur einseitig aufgebaute Bodenmüdigkeit verringert. Auch Tiefenlockerungsmaßnahmen können flächig erfolgen. Meist werden Gesundungspflanzen wie Bitterlupinen, Ölrettich, Luzerne oder Gräser eingesät, die gleichzeitig den Boden natürlich lockern und ihm Humus zuführen. Nach einer erneuten Bodenlockerung (Rigolen) nach Ende der Brachezeit erfolgt die Pflanzung mit Jungreben.

## Rechtlicher Rahmen
Rechtlich gesehen dürfen in Deutschland zwischen Rodung und Wiederbepflanzungen maximal 13 Jahre Brachezeit liegen, ansonsten erlischt das Wiederbepflanzungsrecht. Alternativ kann es bei beabsichtigter Nutzungsaufgabe der Fläche auf andere Rebflächen übertragen werden. Möglich ist eine Übertragung nur innerhalb eines Anbaugebiets, erfolgt die Übertragung nicht betriebsintern, so kann es auch an andere Winzerbetriebe veräußert werden. Eine Pflanzrechtsübertragung ist stets genehmigungspflichtig und an bestimmte Auflagen gebunden. So muss das neu zu pflanzende Grundstück klimatisch weinbauwürdig sein und es kann nur maximal die Flächengröße des neuen Grundstückes bestockt werden, welche der gerodeten Altfläche entspricht. Eine Übertragung von Steillagen auf Flachlagen ist nur in Ausnahmefällen zulässig.
Im Weinbau wird als Driesche oder Weingarten-, bzw. Weinbergdriesche ein über wenigstens zwei Jahre bestockter, jedoch nicht bewirtschafteter und dadurch verwilderter Weingarten bezeichnet. In ihnen können sich Schädlinge wie die Reblaus und Krankheiten wie die Schwarzfäule der Rebe stark ausbreiten. Daher stellen sie eine Gefährdung der umliegenden bewirtschafteten Rebflächen dar und es ist eine Zwangs-Rodung, gemeint ist das vollständige Entfernen der Rebpflanzen aus den Brachflächen, von Drieschen vorgeschrieben. So kommt es aufgrund der von der EU geförderten endgültigen Stilllegung von Rebflächen in Verbindung mit fehlender oder mangelhafter Rodung wieder vermehrt zum Auftreten der Reblaus.